# Miss Afrique du Sud 2008
Miss Afrique du Sud 2008, est la 54e élection de Miss Afrique du Sud, s'est déroulée le 15 décembre 2008 au Superbowl de Sun City.
La gagnante, Tatum Keshwar, succède à Tansey Coetzee, Miss Afrique du Sud 2007.

## Classement final
| Titre                    | Candidates                                                     |
| ------------------------ | -------------------------------------------------------------- |
| Miss Afrique du Sud 2008 | - KwaZulu-Natal - Tatum Keshwar                                |
| 1re princesse            | - Cap occidental - Anja van Zyl                                |
| 2e princesse             | - Mpumalanga - Buyi Shongwe                                    |
| Top 5                    | - Gauteng - Cara Burger - Cap occidental - Michelle Gildenhuys |

## Candidates
| Nom                   | Âge    | Taille | Province représentée | Domicile     |
| --------------------- | ------ | ------ | -------------------- | ------------ |
| Michelle Gildenhuys   | 20 ans | 1,65 m | Cap occidental       | Le Cap       |
| Jodi Balfour          | 21 ans | 1,75 m | Cap occidental       | Le Cap       |
| Sarah-Kate Seaward    | 25 ans | 1,81 m | Gauteng              | Johannesburg |
| Cara Burger           | 20 ans | 1,73 m | Gauteng              | Vereeniging  |
| Sian Ryan             | 21 ans | 1,76 m | Gauteng              | Johannesburg |
| Tatum Keshwar         | 24 ans | 1,82 m | KwaZulu-Natal        | Durban       |
| Nthabiseng Marie      | 22 ans | 1,85 m | KwaZulu-Natal        | Balgowan     |
| Buyisiwe Buyi Shongwe | 24 ans | 1,79 m | Mpumalanga           | Nelspruit    |
| Anja van Zyl          | 20 ans | 1,83 m | Cap occidental       | Le Cap       |
| Dorah Mtetwa          | 23 ans | 1,74 m | Gauteng              | Soweto       |
| Mpho Sithole          | 20 ans | 1,78 m | Gauteng              | Johannesburg |
| Bridgette Maasch      | 23 ans | 1,69 m | Cap occidental       | Le Cap       |

## Observations